# Francesc Josep I d'Àustria
Francesc Josep I d'Àustria (alemany: Franz Joseph I.)  (Palau de Schönbrunn, 18 d'agost de 1830 - Palau de Schönbrunn i Viena, 21 de novembre de 1916) fou emperador d'Àustria, rei de Bohèmia i Hongria entre 1846 i 1916, esdevenint el penúltim sobirà d'una de les famílies més importants de la història europea, la Dinastia Habsburg.
Francesc Josep estigué preocupat pel nacionalisme durant tot el seu regnat. Conclogué el Compromís Austrohongarès de 1867, que atorgà una major autonomia a Hongria i transformà l'Imperi austríac en la monarquia dual de l'Imperi Austrohongarès. Governà pacíficament durant els següents 45 anys, però patí personalment les tragèdies de l'execució del seu germà, l'emperador Maximilià I de Mèxic el 1867, el suïcidi del seu únic fill i hereu, el príncep Rudolf, el 1889, l'assassinat de la seva dona, l'emperadriu Elisabeth (Sisi), el 1898, i l'assassinat del seu nebot i presumpte hereu, l'arxiduc Francesc Ferran, el 1914.
Després de la Guerra Austroprussiana, Àustria-Hongria dirigí la seva atenció als Balcans, que era un punt calent de tensió internacional a causa dels conflictes d'interessos amb l'Imperi rus. La crisi de Bòsnia fou el resultat de l'annexió de Bòsnia i Hercegovina el 1908, que havia estat ocupada per les tropes austrohongareses des del Congrés de Berlín (1878).
El 28 de juny de 1914, l'assassinat del seu nebot i presumpte hereu, l'arxiduc Francesc Ferran d'Àustria, a Sarajevo donà lloc a la declaració de guerra de l'Imperi Austrohongarès contra el Regne de Sèrbia, que era un aliat de l'Imperi Rus. Això activà un sistema d'aliances que donà lloc a la Primera Guerra Mundial.
Francesc Josep morí el 21 de novembre de 1916, després de governar durant gairebé 68 anys com un dels monarques més longeus de la història moderna. El succeí el seu renebot Carles, que regnà fins al col·lapse de l'Imperi després de la seva derrota el 1918.

## Biografia
Va néixer el 18 d'agost de 1830 al Palau de Schönbrunn, situat a la ciutat de Viena, fill de l'arxiduc Francesc Carles d'Àustria i de Sofia de Baviera. Fou net per línia paterna de Francesc I d'Àustria i Maria Teresa de Borbó-Dues Sicílies, i per línia materna de Maximilià I Josep de Baviera i Carolina de Baden. Fou germà de Maximilià I de Mèxic, Carles Lluís d'Àustria i Lluís Víctor d'Àustria.

## Infància i joventut
Com era tradició, Francesc Josep I, conegut manyagosament a la cort com Franzi, fou educat a la guarderia imperial, amb els seus germans Maximilià I de Mèxic i Carles Lluís d'Àustria.
La baronessa Louise Sturmfeder fou, durant els primers set anys de vida de Francesc Josep I, la institutriu que se'n feu càrrec de l'educació. Afectuosa però estricta, deixà empremta en el futur emperador.
Per a sorpresa de tothom, el petit Franzi creixia fort i sense patir gaires malalties i ja des de ben petit va despertar interès pels afers militars, especialment les desfilades i els canvis de guàrdia.
Als 5 anys, el seu avi Francesc I d'Àustria mor, i el seu oncle, Ferran I d'Àustria, és nomenat successor. La impossibilitat d'engendrar fills i la feblesa del nou emperador fa que la mare de Francesc Josep I, Sofia de Baviera, prengui la decisió d'educar el seu fill com si fos el futur emperador d'Àustria. L'educà cristianament i l'aïllà de tota influència negativa per la seva educació, només uns pocs podien jugar amb el petit Franzi. Tot i ser una mare estricta, adorava el seu fill. Gaudí de la posició d'arxiduquessa per a vetllar per ell i exercir el rol de mare, al contrari que la seva nora Elisabet de Baviera, que per la seva posició d'emperadriu es veié obligada a cedir a les institutrius l'educació dels seus fills per ordre de la sogra.
Als 7 anys és separat de la institutriu i és traslladat al seu propi apartament, on el comte Heinrich Bombelles, un devot catòlic, és nomenat pel canceller Metternich com a tutor del futur emperador. Al mateix temps, la mare de Francesc Josep I nomena assistent Johann Alexander, comte de la família Coronini, coronel de la vella escola, que li aportaria al seu fill una disciplina militar i estricta. A partir dels 8 anys, les hores lectives del petit Francesc arriben a ocupar les 37 hores setmanals, tot i així, mai no es queixava. El 1842, quan encara tenia 12 anys, augmenten fins a 50 les hores lectives setmanals. Aquestes hores estaven dedicades a l'ensenyament d'idiomes (alemany, francès, hongarès...), ciència, història, dret i ciències polítiques entre d'altres, però per sobre de tot, hi havia la religió. Tot això es complementava amb classes relacionades amb el protocol de palau i formació militar.
Sempre volgué demostrar les seves aptituds com a futur emperador, estava sotmès a una pressió constant, cosa que de vegades li passà factura en forma de constants dolors estomacals. Als 13 anys és nomenat coronel del Regiment de Dragons, i un any després rep el l'Orde del Toisó d'Or.
Durant la revolució de les classes mitjanes vieneses del 1848, Klemens Wenzel Lothar von Metternich arriba a fugir fins i tot de Viena. Durant aquesta fugida s'intenta buscar una solució al problema i el nou primer ministre, el príncep Felix zu Schwarsenberg, aconsellà l'emperador que abdiqués en favor del seu nebot Francesc Josep. Poc s'esperava de l'actual emperador, Ferran I d'Àustria, però el seu immediat successor, el pare de Francesc Josep I, Francesc Carles d'Àustria, tampoc encaixava amb el perfil necessari per portar l'imperi a bon port. Finalment, el somni de la seva mare es compleix i el nomenen emperador d'Àustria el 2 de desembre del 1848.

## Núpcies i descendents
Francesc Josep es casà el 1853 amb la duquessa Elisabet de Baviera, filla del duc Maximilià de Baviera i de la princesa Lluïsa de Baviera, essent néta del rei Maximilià I de Baviera. La parella tingué quatre fills:
- SAI l'arxiduquessa Sofia d'Àustria nascuda el 1855 a Viena i morta el 1857.
- SAI l'arxiduquessa Gisela d'Àustria nascuda a Viena el 1856 i morta el 1932 a Múnic. Es casà amb el príncep Leopold de Baviera.
- SAI l'arxiduc Rodolf d'Àustria nat el 1858 a Viena i cometé suïcidi a Mayerling (Àustria) el 1889. Es casà amb la princesa Estefania de Bèlgica.
- SAI l'arxiduquessa Maria Valèria d'Àustria nascuda el 1868 a Budapest i morta el 1924. Es casà amb l'arxiduc Francesc Salvador d'Àustria-Toscana.

## Obra política

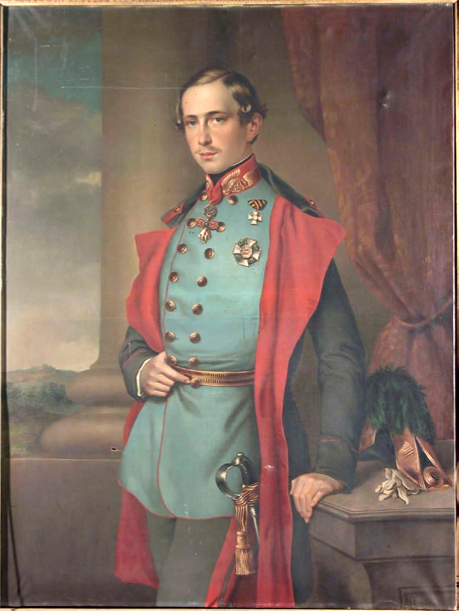
Francesc Josep I (1852) per Theodor Sockl

Assumí el tron el 1848, després que abdiqués el seu oncle, l'emperador Ferran I d'Àustria. Els deu primers anys de regnat (1848-1859) vingueren marcats per la recuperació de la pau interior malgrat que s'aplicà una terrible repressió principalment a les províncies italianes i a Hongria. Pel que fa a la política exterior el fet més destacable fou la no-intervenció de l'emperador a la guerra de Crimea, cosa que provocà un fort distanciament entre l'emperador i el tsar Nicolau I de Rússia, que esperava una intervenció austríaca després de l'ajut rus arran de la revolució de 1848. La primera guerra d'independència italiana es va lliurar entre el 1848 i 1849, entre el Regne de Sardenya i l'imperi austríac, i a les batalles de Custoza i Novara els Austríacs de Joseph Radetzky von Radetz van derrotar els piemontesos. En la seva qualitat de líder de la Confederació Alemanya, Àustria va participar amb voluntaris a la Primera Guerra de Schleswig (1848–1850).
L'any 1859 es produí el primer enfrontament del regnat de Francesc Josep en què l'exèrcit austríac hagué d'intervenir directament. La segona guerra de la independència italiana, en 1859 enfrontà al Segon Imperi Francès i el Regne de Sardenya-Piemont amb l'Imperi Austríac, i es tancà amb el Tractat de Zuric el novembre, pel qual els Habsburg cediren la Llombardia a França, la qual la cedí a la casa de Savoia. Àustria conservà el Vèneto, el Trentino, el Tirol del Sud, el Friül - Venècia Júlia i les fortaleses de Mantova i Peschiera. Tots els estats italians, fins i tot el Vèneto, que era austríac, hagueren d'unir-se a una confederació italiana, presidida pel Papa. La derrota fou un cop psicològic important per l'emperador, un cop que feu que abandonés la vanitat que en part havia marcat la primera dècada del seu regnat.
L'any 1864 esclatà la Guerra dels Ducats al nord d'Alemanya per les pretensions daneses d'annexar-se els ducats de Slesvig-Holstein, que provocaren la intervenció conjunta d'Àustria i de Prússia. Una intervenció no desitjada pels austríacs que encara arrossegaven les conseqüències de la guerra de 1859. Malgrat tot, Prússia empenyé els austríacs i el mes d'agost de 1864, Dinamarca resultà derrotada per l'exèrcit del mariscal Helmuth von Moltke i es veié obligada a lliurar a Àustria i Prússia els territoris en disputa. D'acord amb el que estableix la convenció de Gastein que posà fi a aquesta guerra, el Ducat de Holstein quedà sota domini d'Àustria, i els de Slesvig i Lauenburg sota el de Prússia, però cap dels dos països quedà satisfet amb l'acord.
Prússia, però, declarà la guerra a Àustria l'any 1866 i Itàlia aprofità la situació posant-se al costat de Prússia en el conflicte i va declarar la guerra a Àustria el 20 de juny. El govern italià esperava que la campanya austro-prussiana en curs permetés als seus exèrcits flanquejar les forces austríaques, prenent Venècia, Friül, Trentino i Trieste amb poques dificultats. Les forces austríaques derrotà l'exèrcit italià a la Batalla de Custoza i l'armada italiana a la Batalla de Lissa; però, mentrestant, els voluntaris de Giuseppe Garibaldi havien avançat en direcció Trento, guanyant la batalla de Bezzecca. Més tard, els Habsburg es veieren obligats a buscar un armistici amb Itàlia a causa de l'enfonsament dels seus exèrcits del nord després de la decisiva Batalla de Sadowa i el ràpid avanç prussià cap a Bohèmia i cap a Viena. El 12 d'agost, Àustria i Itàlia signaren un armistici a Cormons que posava fi als combats i amb la pèrdua de la província de Venècia pel Tractat de Viena, amb la mediació de Napoleó III i un canvi en el poder entre els estats alemanys i Àustria amb l'hegemonia del Regne de Prússia, i l'impuls cap a la unificació de tots els estats del nord d'Alemanya, creant el 1867 la Confederació d'Alemanya del Nord, sota Guillem I de Prússia, integrada per 21 estats del Nord amb un govern federal amb Àustria exclosa. Per primera vegada en més quatre-cents anys els Habsburg quedaven relegats als seus dominis austríacs i fora de joc tant a Itàlia com a Alemanya.
La desfeta a la batalla de Sadowa provocà l'anomenat compromís austrohongarès. L'Imperi es dividí en dos territoris, Àustria i Hongria. L'emperador assumia el títol de rei d'Hongria i concedia plena autonomia política en els afers interns al territori hongarès. Els vincles entre els dos territoris es concentraven en la figura de l'emperador i en alguns ministeris conjunts com el d'afers exteriors.
Des de 1867, i principalment des del 1871 fins al 1914 Àustria s'hagué d'acontentar a tenir un paper secundari en els afers europeus. Aïllat de la cursa colonial, seguí veient en els Balcans el seu mercat i la seva expansió, dins d'aquesta lògica es produeix la incorporació de la província de Bòsnia al país. Malgrat tot, el problema de les nacionalitats aparegué cada vegada amb més cruesa i les reivindicacions nacionals s'estengueren per tot el país però principalment als Balcans i a la República Txeca.
De mica en mica Àustria s'acostà a Alemanya per tal de garantir una potent aliança militar que amb el pas dels anys la portaria a la Primera Guerra Mundial. Francesc Josep declarà la guerra a Sèrbia a conseqüència de les pressions de l'Estat Major arran de l'assassinat de l'arxiduc Francesc Ferran d'Àustria a Sarajevo el 1914. L'emperador morí d'una pneumònia a Viena el novembre de 1916 evitant així de veure la dissolució de l'Imperi el 1918.

## Viena, la capital de l'Imperi
El regnat de Francesc Josep I serà de gran importància en l'aspecte urbanístic i constructiu. Feu destruir les muralles que envoltaven el centre urbà de Viena, i substituí aquest espai per la Ringstraẞe, una àmplia avinguda creada el 1858 que facilitava la integració de la ciutat antiga a la xarxa viària de la ciutat moderna, i al mateix temps, s'aixecaven en aquest espai els principals edificis públics de la ciutat, tot creant un espai ampli i fresc gràcies a les seves avingudes i jardins. Una de les obres més impactants de la Ringstraẞe és el Burgtheater, aixecat entre 1874 i 1888 pels arquitectes Gottfried Semper i Karl von Hasenauer. Semper i Von Hasenauer construiren un edifici de clara inspiració neorrenaixentista, vorejant gairebé el barroquisme, seguint així les tendències històriques característiques de l'arquitectura historicista de la segona meitat del segle xix.

## Galeria d'imatges

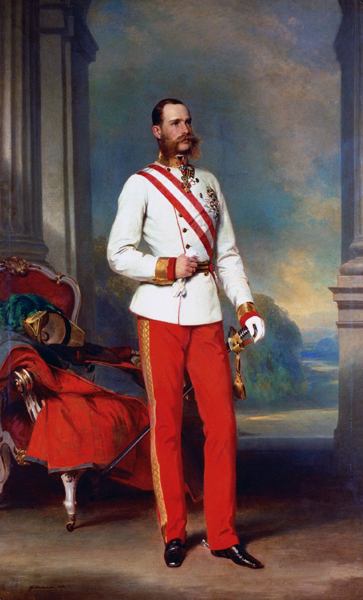
Francesc Josep I d'Àustria (1830-1916) amb uniforme de Mariscal de Camp, per Franz Xaver Winterhalter (1865).
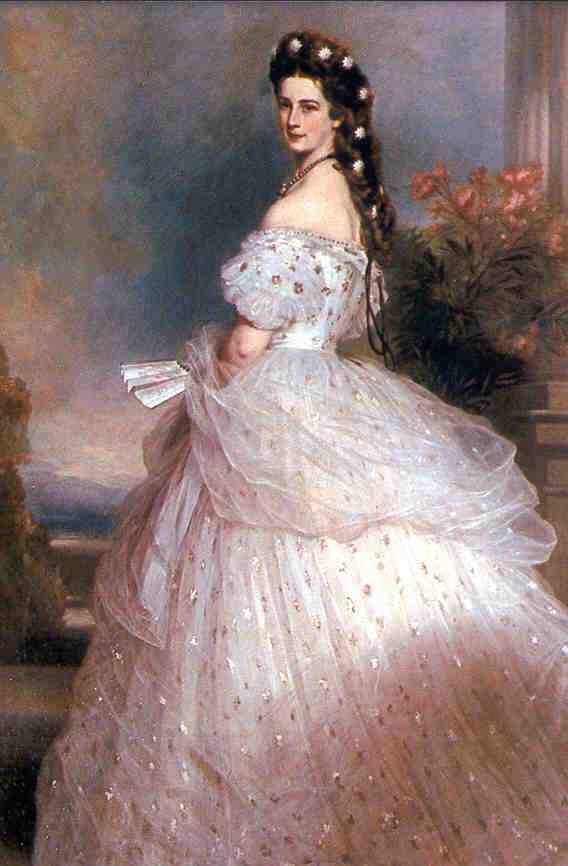
Elisabet de Baviera, coneguda arreu del món amb el nom de Sissi, per Franz Xaver Winterhalter (1865).
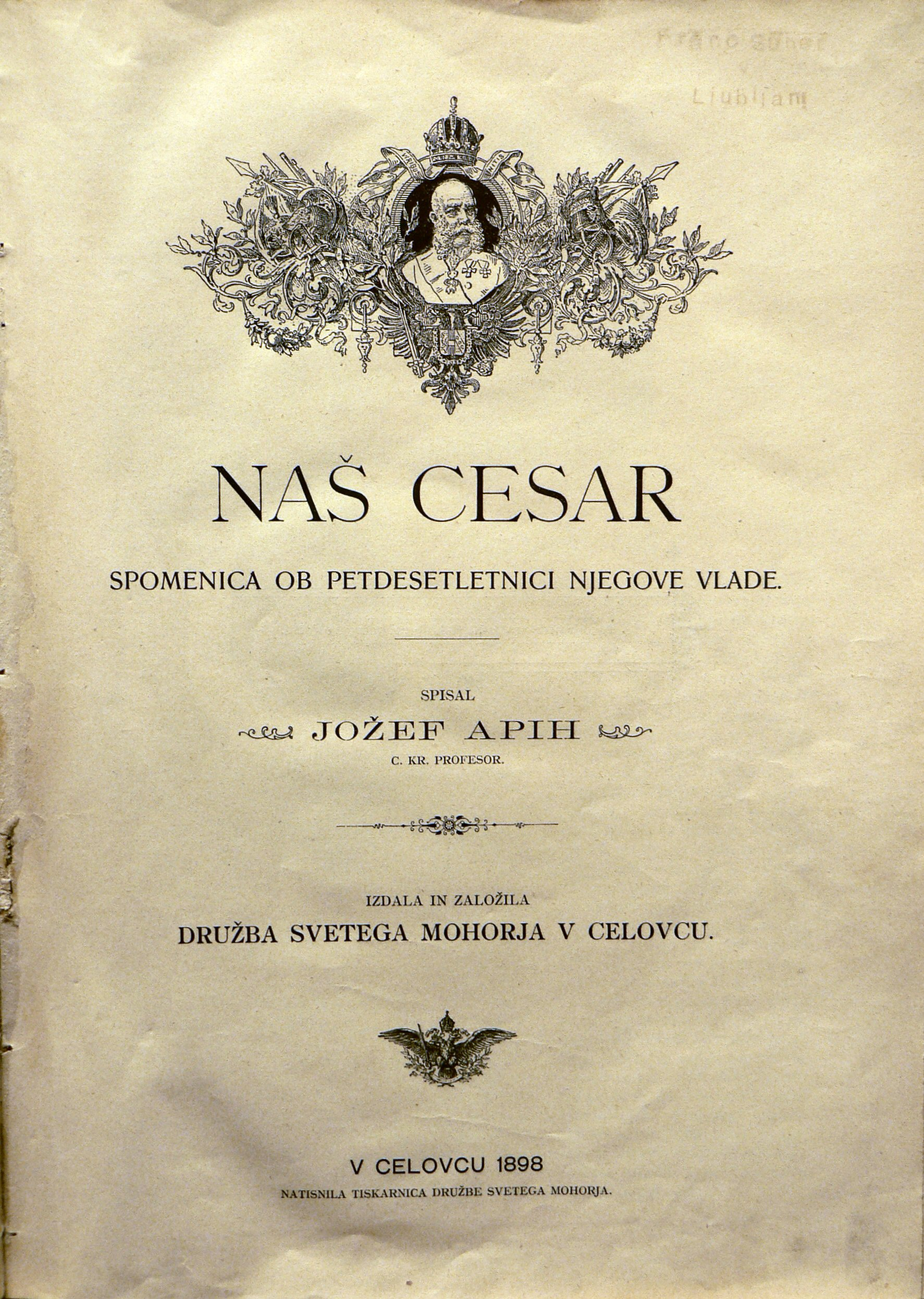
Publicació eslovena en commemoració del 50è aniversari del regnat de Francesc Josep I.
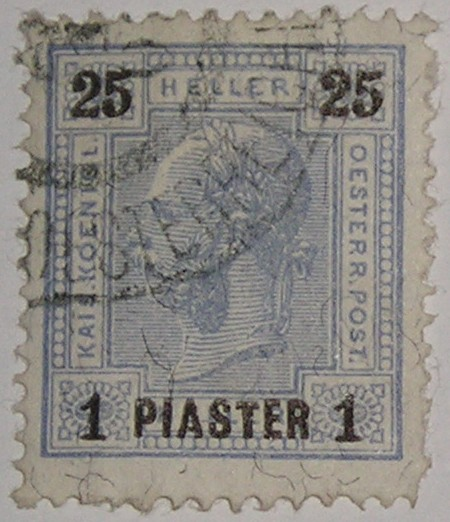
Segell austríac amb la imatge de Francesc Josep d'Àustria.